# Sweden (Nueva York)
Sweden es un pueblo ubicado en el condado de Monroe en el estado estadounidense de Nueva York. En el año 2000 tenía una población de 13,716 habitantes y una densidad poblacional de 133 personas por km².

## Geografía
Sweden se encuentra ubicado en las coordenadas 43°12′19″N 77°56′30″O / 43.20528, -77.94167.

## Demografía
Según la Oficina del Censo en 2000 los ingresos medios por hogar en la localidad eran de $44,151 y los ingresos medios por familia eran $58,750. Los hombres tenían unos ingresos medios de $39,850 frente a los $27,103 para las mujeres. La renta per cápita para la localidad era de $17,874. Alrededor del 13.3% de la población estaban por debajo del umbral de pobreza.